# Karabinek Valmet M76
Valmet M76 – fiński karabinek automatyczny.

## Historia konstrukcji
Na początku lat 60. fińska armia wprowadziła do uzbrojenia karabinek Rynnäkkökivääri 62 (Rk62). W następnych latach Rk62 zastąpił starsze karabiny.
Pod koniec lat 60. karabinek Rk62 był nadal bronią nowoczesną ale coraz większym problemem były zastosowane przy jego produkcji technologie. Rk62 miał podobnie jak AK frezowaną komorę zamkową. W ZSRR opracowano w połowie lat sześćdziesiątych wersję z komorą zamkową wykonana technologią tłoczenia. Zastosowanie nowej metody pozwoliło nie tylko zmniejszyć koszty produkcji ale dodatkowo zmniejszyło masę broni. Tą samą drogą postanowili pójść Finowie. W połowie lat 70. zakończyli prace nad wersją z tłoczoną komorą zamkową.
Produkcję nowego karabinka rozpoczęto w 1976 roku. Karabinek był produkowany w dwóch kalibrach 7,62 × 39 mm i 5,56 × 45 mm. Karabinki kalibru 7,62 mm (w wersjach M76T i M76F jako Rynnäkkökivääri 76) zastąpiły na uzbrojeniu armii fińskiej karabinki Rk62, a karabinki kalibru 5,56 mm zostały zakupione przez armię Kataru i Indonezji.
W następnych latach karabinek M76 stał się bazą do opracowania kilku innych broni firmy Valmet (rkm Valmet M78, karabinek w układzie bullpup Valmet M82). Rozpoczętą także produkcję wersji samopowtarzalnych przeznaczonych na amerykański rynek cywilny. Produkcję karabinka Valmet M76 zakończono w 1986 roku. Obecnie jest on przepisowym karabinkiem armii fińskiej.

## Wersje
- M76T – wersja ze stałą kolbą rurową.
- M76F – wersja ze składaną kolbą rurową
- M76M – wersja ze stałą kolbą wykonana z tworzywa sztucznego.
- M76W – wersja ze stałą kolbą drewnianą.

## Opis konstrukcji
Karabinek Rynnäkkökivääri 76 jest indywidualną bronią samoczynno-samopowtarzalną. Zasada działania oparta na wykorzystaniu energii gazów prochowych odprowadzanych przez boczny otwór lufy. Ryglowanie przez obrót zamka w lewo (dwa rygle). Mechanizm spustowy pojedynczym i seriami. Przełącznik rodzaju ognia połączony z bezpiecznikiem ma postać dźwigni na prawym boku komory zamkowej. Zasilanie z dwurzędowych magazynków łukowych o pojemności 30 naboi. Otwarte przyrządy celownicze składają się z muszki i celownika krzywkowego (z przeziernikiem) o nastawach od 100 do 600 metrów. W warunkach złej widoczności obraca się do przodu ramię celownika (pod ramieniem znajduje się muszka) i podnosi drugą muszkę. Przyrządy do strzelania w warunkach złej widoczności mają kropki ułatwiające celowanie. Rurowa kolba metalowa składana na prawą stronę komory zamkowej. Lufa zakończona szczelinowym tłumikiem płomieni.